# Mildred Ester Mathias
Mildred Esther Mathias (1906-1995) fue una botánica, taxónoma, con numerosas contribuciones a la horticultura, y profesora estadounidense en la Universidad de California.

## Algunas publicaciones

### Libros
- 1929. A monograph of Cymopterus, including a critical study of related genera. Ed. Washington Univ. 372 pp.
- 1930. Studies in the Umbelliferae. Ed. Missouri Botanical Garden. 264 pp.
- -------, lincoln Constance. 1951. A revision of the Andean genus Niphogeton (Umbelliferae). Volumen 23, N.º 9. 21 pp.
- 1938. A revision of the genus Lomatium. Ed. Washington University. 73 pp.
- -------, lincoln Constance. 1955. The genus Oreomyrrhis (Umbelliferae): A problem in South Pacific distribution. 70 pp.
- -------, lincoln Constance. 1962. A revision of Asteriscium and some related hydrocotyloid Umbelliferae. California University: Publications in botany ; 33.2. 86 pp.
- -------, lincoln Constance. 1962. Flora of Peru, N.º 1, Volumen 13 de Field Museum of natural history, botanical series. 95 pp.
- 1964. Color for the landscape: flowering plants for subtropical climates. Ed. California Arboretum Foundation. 210 pp.
- 1965. Distribution patterns of certain Umbelliferae. Ed. Missouri Botanical Garden Press. 398 pp.
- -------, lincoln Constance. 1965. A revision of the genus Bowlesia Ruiz & Pav: (Umbelliferae-Hydrocotyloideae) and its relatives. Volumen 38 de University of California publications in botany. Ed. University of California Press. 73 pp. ISBN 0-520-09010-1
- 1968. Ornamentals for California's middle elevation desert. Volumen 839 de Bulletin (California Agricultural Experiment Station). 17 pp.
- -------, lincoln Constance. 1968. Two new apoid Umbelliferae from southern Mexico. 766 pp.
- mary Hood, a. william Hood, mildred esther Mathias. 1969. Yosemite wildflowers and their stories. Ed. Flying Spur Press. 64 pp.
- -------, lincoln Constance. 1973. New and reconsidered Mexican Umbelliferae. Volumen 11, N.º 1 de Contributions, University of Michigan University Herbarium. 24 pp.
- -------, barbara joe Hoshizaki, harlan Lewis, david s. Verity. 1976. Families of vascular plants of southern California. 208 pp.
- 1982. Flowering plants in the landscape. Ed. University of California Press. 254 pp. ISBN 0-520-04350-2 en línea
- elizabeth m. McClintock, mildred esther Mathias, harlan Lewis. 1982. Annotated Checklist of Ornamental Plants of Coastal Southern California. Volumen 3276 de Publication (University of California (System). Division of Agricultural Sciences. 162 pp. ISBN 0-931876-58-3

## Honores
- Jardín Botánico Mildred E. Mathias, desde 1979
- 1993. Distinguida Botánica Economista[2]

### Epónimos
- (Apiaceae) Mathiasella Constance & C.L.Hitchc.[3]

- La abreviatura «Mathias» se emplea para indicar a Mildred Ester Mathias como autoridad en la descripción y clasificación científica de los vegetales.[4]